# 茅山

《欽定古今圖書集成·方輿彙編·山川典·茅山部》中的茅山图

茅山，古稱勾曲山、積金山，位于江苏省句容市和常州市金坛区交界处，是中国道教名山之一，漢代三茅真君在此隱居，因稱茅山。主峰名大茅峰，海拔372.5米。

## 沿革
茅山是道教名山，上清派發祥地，道教稱之為「第八洞天，第一福地」。茅山道教，歷史悠久，淵源流長。
傳說早於西漢景帝時，有茅盈、茅固、茅衷三茅真君结庵修道而得名，茅山道观初建于西汉，有三宫、五观、九峰、十九泉、二十六洞、二十八池的美景古蹟。南朝齐梁间著名道士、炼丹家陶弘景與弟子隱居茅山，編有《真诰》，書中「稽神枢第四」记述了茅山的地理位置、山名由来、山景水色、地质矿藏、历史传说等，显示茅山是上佳的修道处：“大茅山中，茅山相连。长阿中有连石。古时名为积金山，此山中甚多金物，此处宜人住，可索有水处，为屋室静舍，为佳。”
唐宋時期，據《茅山志》記載，茅山有三宮五觀七十茅庵，殿宇房屋三千多間，道士數千人。元代朝廷尊崇「茅山宗」。明清茅山道教逐漸走向衰弱。
1938年6月间，陈毅和粟裕等奉令率领新四军第一、二支队挺进茅山，开辟茅山抗日根据地。1949年後，茅山三宮五觀合併為茅山道院。文化大革命期間，茅山道教又遭重大破壞，1979年後，宗教政策重新得到了貫徹和落實，茅山道院又恢復生機。1983年茅山道院被國務院列入為全國21處重點開放宮觀之一，1986年江苏省人民政府又將茅山批准為省甲級風景名勝區。2014年，国家旅游局在网上公示，句容茅山景区晋升为国家5A级旅游景区。

## 宗教活动场所
目前茅山道教登记在册的宗教活动場所共有二宮一觀，即九霄萬福宮、元符萬寧宮、乾元觀。道職工99人（其中乾道38人，坤道16人，職工45人）。茅山道院（九霄萬福宮、元符萬寧宮为其组成部分）位于镇江市句容市，不僅是道教全國重點宮觀，而且是旅遊勝地，年接待信眾遊人達50萬人次。乾元觀位于常州市金坛区，是一处坤道宫观，如今和茅山道院互不隶属。
九霄萬福宮：属于茅山道院。位於茅山主峰大茅峰之巔，海拔372.5米，點地面積70畝，有道觀建築200餘間，主要建築有靈官殿、藏經樓、太元寶殿、二聖殿、白鶴廳、怡雲樓等。
元符萬寧宮：属于茅山道院。位於茅山積金峰南側，佔地面積80畝，宮觀建築100餘間，其主要建築有：睹星門、大王殿、靈官殿、東岳殿、老君殿、三天門、老君露天神像、道教文化長廊，以及四大廣場。其中高33米的老君露天神像，已被列入吉尼斯世界紀錄。元符萬寧宮現為江蘇省道教協會、鎮江市道教協會、茅山道教協會所在地。
乾元觀：位於茅山東麓的青龍山南腰，佔地面積50畝，昔為茅山「三宮五觀」之一，今為茅山坤道清修之所，有坤道16人，道觀建築50餘間。主要建築有靈官殿、三清殿、斗姆閣、八卦陣等。
1993年，茅山道院成立茅山道教文化研究室，目前出版茅山文化叢書八本。99年6月創辦《茅山道院》內部刊物，現研究室有研究人員六人，其中專職三人。

## 其他宫观
除了二宫一观之外，21世纪初，茅山风景区陆续复建了一些宫观，属茅山风景区管理，未作为宗教活动场所开放。这些宫观有：

### 崇禧万寿宫
崇禧万寿宫，俗称红庙，位于大茅峰西北丁公山南。崇禧万寿宫原先是南朝建的“曲林馆”，后来是陶弘景的“华阳下馆”。唐朝贞观年间（627年—649年），唐太宗为王法立（王远知）兴建“太平观”。宋朝敕改为“崇禧祠”，元朝延祐六年（1319年）赐名“崇禧万寿宫”。
崇禧万寿宫前原有一座照壁，照壁上镶“第八洞天，第一福地”八个石刻大字，旁边有昭明太子读书台。宫内原来有灵官殿、章台、玉皇殿、三清殿、太元宝殿，供奉三茅真君。宫内的道院有复古、威仪、四圣、葆真、三茅、天师、南极、玄坛、东华、三清、七真、三官共12房。崇禧万寿宫于1957年、1964年两次被拆除，建筑全部被毁。1966年兴建东进水库，宫址被全部淹没。
2009年3月，崇禧万寿宫复建工程开工。复建的崇禧万寿宫位于茅山核心景区内，紧靠红庙楚王涧景区，建筑面积6000平方米。主体为钢架结构，融合传统及道教风格，多处使用钢化玻璃。复建后的崇禧万寿宫以展示茅山道教文化及道教养生为主。

### 德祐观
德祐观位于二茅峰顶，占地面积1600平方米。建于元朝延祐年间（1314—1320年），专祀二茅真君茅固。后逐渐被毁。清朝雍正、乾隆年间，全真派道士沈一清重建德祐观、仁祐观。德祐观内原有灵官殿、经堂殿、太元宝殿、道士住宅等建筑，抗日战争时期被日军烧毁。1958年，德祐观仅存的三间破旧房屋被拆作他用。2006年，茅山管委会对德祐观遗址进行清理保护，修筑了从核心景区到二茅峰的游步道，并恢复性修整了道边的石林等景点。2009年，茅山管委会将二茅峰、三茅峰的宫观恢复重建及开发纳入茅山风景区近三年规划。2010年5月13日，德祐观、仁祐观复建工程奠基。

### 仁祐观
仁祐观位于三茅峰（小茅峰）顶，占地面积1400平方米。建于元朝延祐年间（1314-1320年），专祀小茅君茅衷。后逐渐被毁。清朝雍正、乾隆年间，全真派道士沈一清重建德祐观、仁祐观。仁祐观内原有灵官殿、经堂殿、太元宝殿、道士住宅等建筑，抗日战争时期被日军烧毁。1958年，仁祐观残余建筑被拆作他用。2006年，茅山管委会对仁祐观遗址进行清理保护。2009年，茅山管委会将二茅峰、三茅峰的宫观恢复重建及开发纳入茅山风景区近三年规划。2010年5月13日，德祐观、仁祐观复建工程奠基。

## 交通住宿
金坛站有259路等公交直达东方盐湖城等景区。

## 博物馆

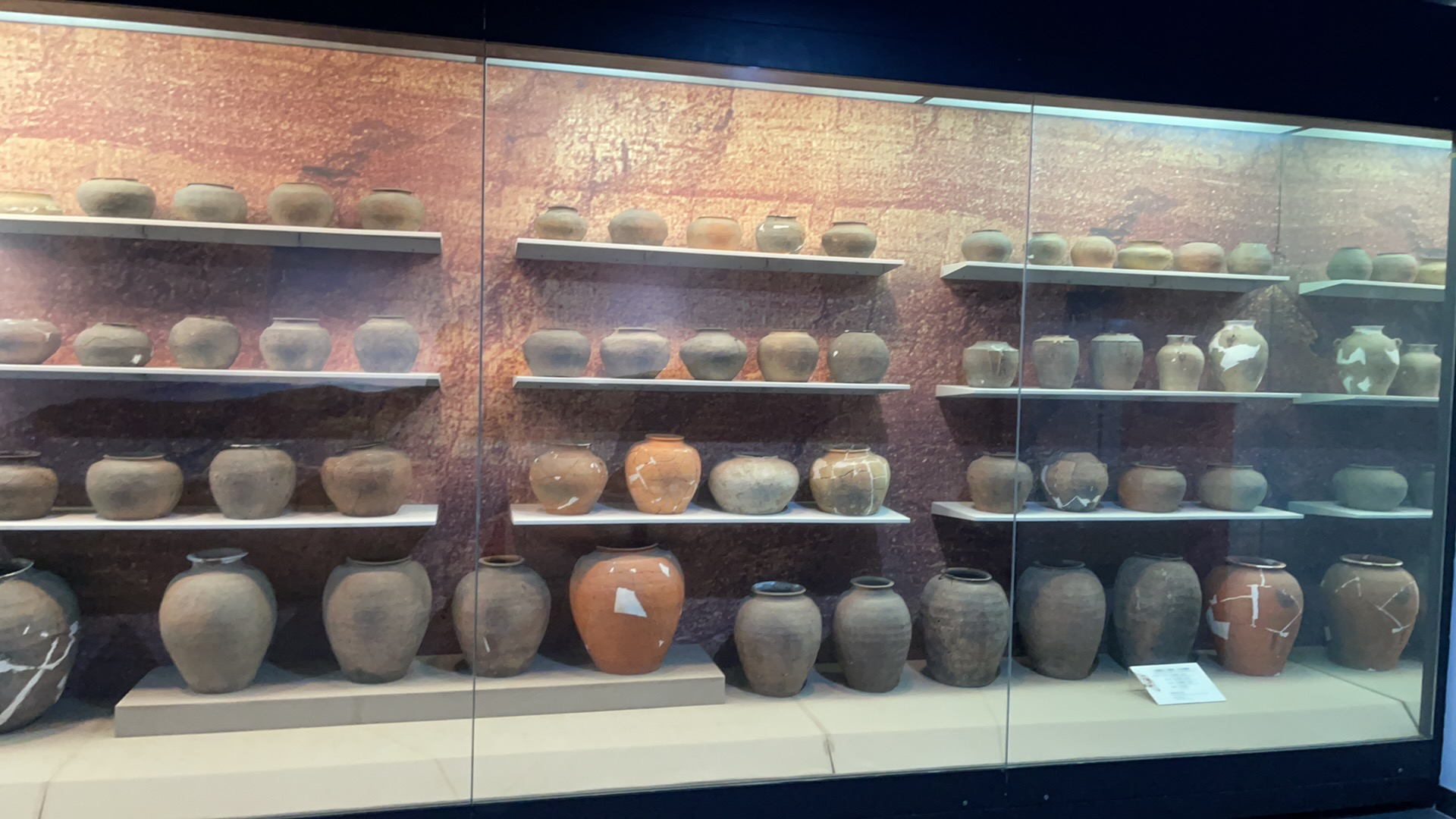
先吴文化博物馆

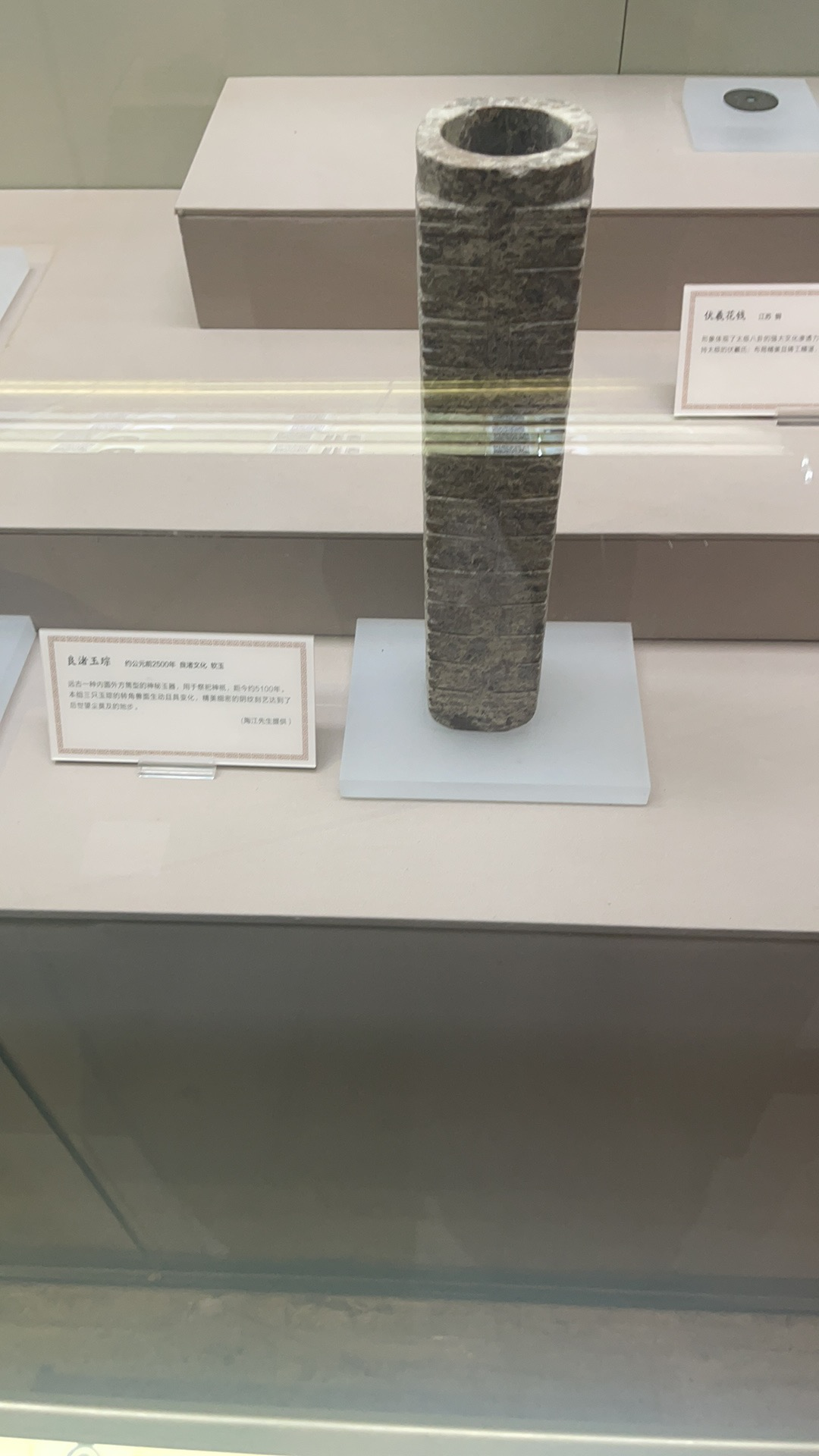
中华道文化博物馆

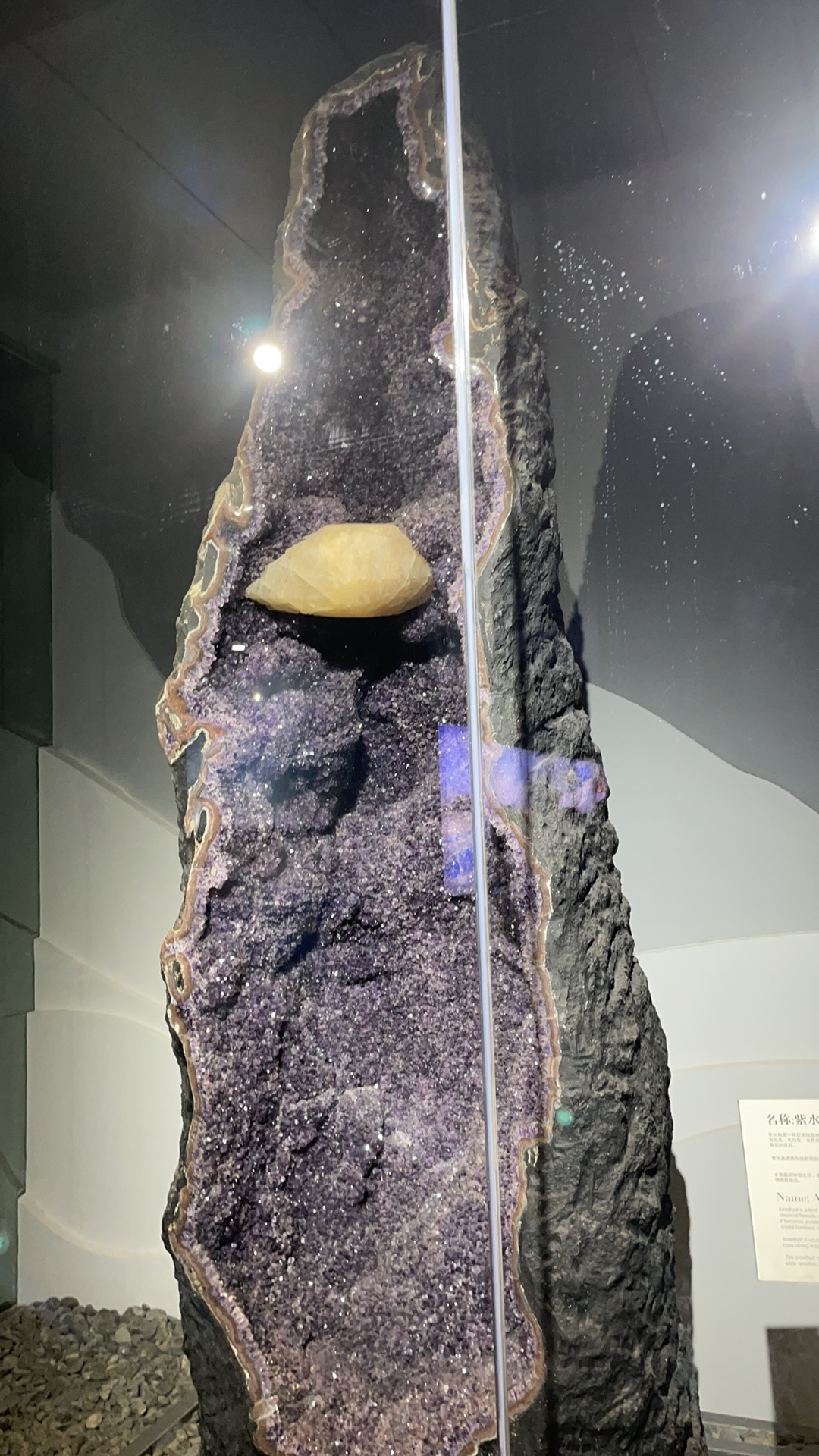
盐文化博物馆

风景区内有先吴文化博物馆，中华道文化博物馆，盐文化博物馆，中华性文化博物馆。

## 延伸阅读
[在维基数据编辑]
 《欽定古今圖書集成·方輿彙編·山川典·茅山部》，出自陈梦雷《古今圖書集成》

## 外部連結
- 句容市茅山 （页面存档备份，存于）
- 道教學術資訊網站 （页面存档备份，存于）